# La Quiringucua, Michoacán de Ocampo
La Quiringucua är en ort i Mexiko.   Den ligger i kommunen San Lucas och delstaten Michoacán de Ocampo, i den södra delen av landet, 200 km sydväst om huvudstaden Mexico City. La Quiringucua ligger 306 meter över havet och antalet invånare är 104.
Terrängen runt La Quiringucua är kuperad åt sydost, men åt nordväst är den platt. Runt La Quiringucua är det ganska glesbefolkat, med 30 invånare per kvadratkilometer. Närmaste större samhälle är Ciudad Altamirano, 17,5 km sydost om La Quiringucua. I omgivningarna runt La Quiringucua växer huvudsakligen savannskog.